# Пригарина, Наталья Ильинична
Ната́лья Ильи́нична Прига́рина (род. 8 мая 1934, Москва) — российский востоковед-иранист, доктор филологических наук, главный научный сотрудник Института востоковедения РАН, член правления Международного Фонда иранистики, лауреат Международной премии им. Салима Джафри, правительственных премий Исламской Республики Пакистан и Исламской Республики Иран.

## Биография
В 1956 году окончила филологический факультет МГУ. В 1956—1957 годах работала в Институте восточных языков при МГУ. С 1960 года — в Институте востоковедения АН СССР, где прошла путь от младшего научного сотрудника до главного научного сотрудника и заведующей сектором сектором текстологии и литературных памятников.
В 1967 защитила в Институте востоковедения кандидатскую диссертацию на тему «Некоторые аспекты философской лирики Мухаммада Икбала». В 1995 защитила докторскую диссертацию на тему «Индийский стиль и его место в персидской литературе; вопросы поэтики».

## Научная деятельность
Занималась исследованиями в таких областях, как история литературы, поэтика, стилистика, теоретические проблемы классической персидской литературы (Иран, Таджикистан, Афганистан), урду и персоязычной литератур (Индия, Пакистан).
Н. И. Пригарина стала инициатором издания, научным редактором и составителем ряда научных сборников, в частности: «Творчество Мухаммада Икбала» (1982), «Суфизм в контексте мусульманской культуры» (1989), «Сад одного цветка» (1991), «Неизменность и новизна художественного мира» (1999). Книга Н. И. Пригариной «Мирза Галиб» была переведена на урду (издана дважды — в Индии в 1997 и Пакистане 1998) и на английский язык (2000). Подготовила пять кандидатов филологических наук в русле развиваемого ею направления; участвовала в качестве переводчика с урду, персидского и английского языков в выпусках переводных поэтических сборников, прозаических произведений и научной литературы; с 1983 по настоящее время она постоянно принимает участие (как докладчик и член оргкомитетов) в международных конференциях и форумах, в том числе в Международных конгрессах востоковедов — в Японии, Малайзии, Индии, Пакистане, Израиле, Египте, Испании, Франции, Великобритании, США и др. Является членом Европейского общества иранистов.

## Награды
- Медаль «В память 850-летия Москвы»
- Правительственный орден «Звезда достоинства» (Пакистан)
- Правительственная премия и золотая медаль (Пакистан) — за лучшую книгу об Икбале на иностранном языке
- Золотая медаль (Иран) — лучшему преподавателю персидского языка
- Международная премия им. Салима Джафри за вклад в изучение литературы урду (Катар)
- Правительственная премия (Иран) — за лучшую иностранную книгу года (перевод на русский язык и коммент: «Маснави» Руми, 4 дафтар; совместно с Л. Лахути, Н. Чалисовой, М. Русановым, Я. Эшотсом)

## Основные работы
- Поэзия Мухаммада Икбала (1900—1924 гг.). — М., 1972.
- Поэтика творчества Мухаммада Икбала. — М., 1978.
- Мирза Галиб. — М.: Наука, 1986.
- Индийский стиль и его место в персидской литературе. — М.: Восточ. лит., 1999.
- Mirza Ghalib. A Creative Biography (OUP, Карачи, Пакистан, 2000)
- Мир поэта — мир поэзии (2012)
- Хафиз. Газели в филологическом переводе (2012, совместно с Н. Ю. Чалисовой и М. А. Русановым)